# Kamehameha II.
Kamehameha II. (vlastním jménem Liholiho; 1797 Hilo, Havaj – 14. července 1824 Londýn, Velká Británie) byl v letech 1819 až 1824 druhý havajský král. Byl starším synem krále Kamehamehy I. ze stejnojmenné dynastie.
V době, kdy vládl Kamehameha II., přecházela většina Havajanů a členů královského rodu ke křesťanství resp. na kalvinismus, kromě Kamehamehy, který byl alkoholik a nechtěl se vzdát polygamie (většina jeho žen byly zároveň polorodé sestry).
Král Kamehameha II. zemřel společně se svou ženou královnou Kamāmalu během státní návštěvy ve Velké Británii (vůbec první návštěva havajského panovníka ve Velké Británii) na spalničky 14. července 1824 stejně jako jeho žena šest dní předtím. Jelikož neměl dědice, nastoupil po jeho smrti na trůn jeho bratr Kamehameha III.